# Glückstädter Heringsfischerei

Werftzeichnung eines typischen Fischereiloggers, des Segelloggers Stör der Glückstädter Heringsfischerei, gebaut 1893 bis 1894

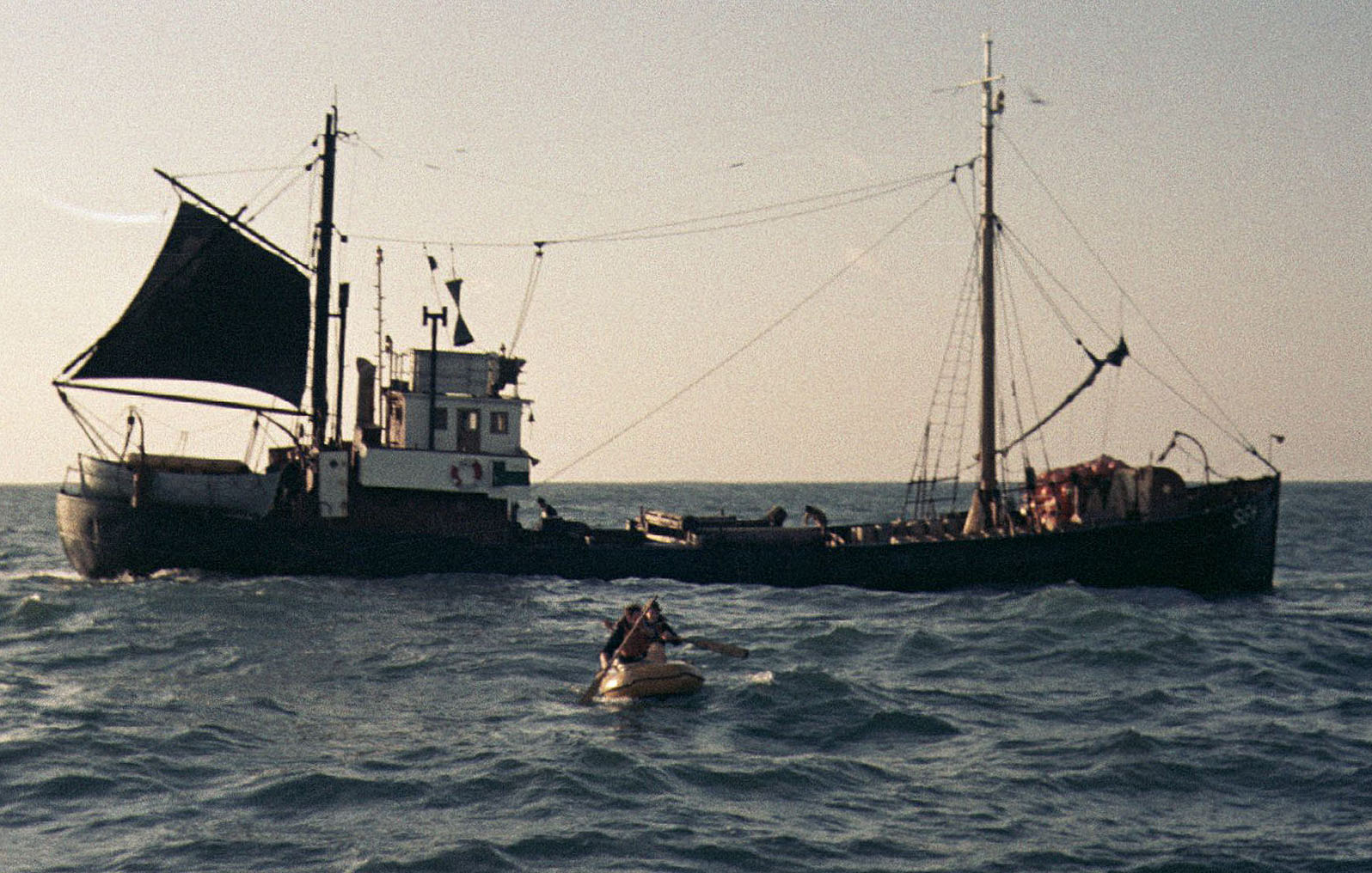
Motorlogger Balder bei der Übergabe von Lebensmittelvorräten an den Logger Saxnot – 1934 gebaut bei der Norderwerft Hamburg für die Glückstädter Heringsfischerei. 1969 abgewrackt.

Die Glückstädter Heringsfischerei A. G. wurde 1893 gegründet und musste 1976 als letzte Loggerfischgesellschaft geschlossen werden.
Die erste Fangsaison konnte bereits 1894 erfolgen, es wurde mit Segelloggern gefischt. 1930 ging die Gesellschaft in Konkurs und die Logger wurden von den Emder Loggerfischerei-Gesellschaften übernommen. Der Neubeginn gelang 1934 und bis 1969 fuhren die Glückstädter Logger zu jeder Fangsaison aus. 1969 markiert das Ende der Glückstädter Treibnetzfischerei auf Heringe, die auf See gekehlt – auf See gesalzen in hölzernen Tonnen, in der Fachsprache Kantje genannt, reiften und vermarktet wurden. Neben dem dramatischen Rückgang der Heringsbestände wurde es auch immer schwieriger, Mannschaften für die extremen Arbeitsverhältnisse auf den Loggern zu finden.